# Embalse de Bongolo
El embalse de Bongolo, también llamado Bonkolo, es un pantano situado en el río Komani, cerca de Queenstown, Provincia Oriental del Cabo, Sudáfrica. El embalse tiene una capacidad de 7.015.000 m³.
Este embalse, situado a 5 km de Queenstown, en la carretera de Dordretch, es una de las principales fuentes de agua de la ciudad, y su principal función es uso municipal e industrial. 
La presa fue construida en 1905 y durante años fue la presa de hormigón más grande de Sudáfrica. 
El nombre de Bongolo ha causado cierta controversia, pues algunos creen que deriva del nombre xhosa “mbongolo”, que significa asno, ya que estos animales fueron ampliamente usados en la construcción de la presa. Por otro lado, hay otra presa con el mismo nombre en Gabón, en el río Louetsi.